# Village in Maier
Village in Maier（ヴィレッジ・イン・マイヤー）は、日本の女性アイドルグループ。通称ViM。2022年結成。所属レーベルは無呼吸Swimming Records。

## 概要
「BAND SOUND IDOL（バンド・サウンド・アイドル）」をコンセプトとしており、メロコア調のバンドサウンドに重点を置いた楽曲が中心となっている。
また、上述のコンセプトがベースとなっている事から、アイドルイベントのみでなくバンド編成のアーティストとも積極的に共演している。

## 来歴
2022年2月17日、新規アイドルグループとして公式Twitterよりメンバーを発表。
同年3月9日、原宿RENONにてプレデビューライブを敢行。
3月12日、新宿SAMURAIにてお披露目ライブとして開催されたイベントの「Village in Maier 1st LIVE」より、本格始動となった。
6月2日、1stシングル「Justice」がタワーレコード渋谷店限定にてリリース。
7月18日、お台場・青梅R地区 特設会場で開催されたアイドルフェス「2022 TOKYO アイドル博LIVE」に出演。
8月11日、池袋LIVE INN ROSAにて初主催イベント「第壱回 文化破壊的衝動」を開催。
9月10日、よみうりランド・日テレらんらんホールにて開催の「IDREAM 2022 Ⅱ」に出演。
9月19日、東京キネマ倶楽部にて開催の「FAZ vol.2 -CHERRY GIRLS PROJECT 来瞳舞夢 生誕祭2022-」に出演。
10月12日、2ndシングル「Life」がタワーレコード渋谷店・名古屋近鉄パッセ店限定でリリース。
11月19日、新宿club SCIENCEにてバックバンドと共に出演となる初のバンドセットライブを開催。SILHOUETTE FROM THE SKYLITのK.O.Uや、THE CHAOS INSIDEのtakuchangらがサポートを担当している。
12月11日、グループ初となるワンマンライブ公演を新宿club SCIENCEにて開催。同日、LIVE DVD「バンドでやっちゃうもん！！」がリリース。
2023年2月5日、AKIARIM主催によるサーキットフェス「ARIM FES 2023」にて、渋谷CLUB QUATTROと渋谷Milkywayの両会場に出演。
3月12日、新宿SAMURAIにて一周年ワンマン公演「ViMのGiG」を開催。同公演に牧乃めい（東京セラフィム）、しらすゆり（ripple link）、Minami（M4isMite）らがゲスト出演。同日、LIVE DVD「SLR ways Village in Maier ワンマンショー」リリース。
2023年3月31日、公式Twitterより北登あおいが同年4月25日をもって脱退となる事が発表された。
4月25日、北登あおい脱退。以降、4人編成で活動。
同年7月9日に新体制によるワンマン公演を新宿HEISTで開催。来場者数は124名を記録し、同会場の最大動員数を更新した。
2023年11月30日、新宿HEISTにて開催した定期公演内で、初となる全国流通盤ミニアルバム「Vivid in my Mind」を翌年2024年2月14日にリリースする事を発表。
2024年2月14日、1stミニアルバム「Vivid in my Mind」リリース。
同年8月2日、PS4・PS5・Nintendo Switch・Xbox One・Steam用ゲームソフト『戦場のフーガ』公式応援アンバサダー就任を発表。
同年11月7日、『戦場のフーガ』カバー楽曲として「轍に咲く花 -Village in Maier Ver.-」を配信リリース。
12月26日、新宿HEISTでの公演にてしゅか卒業。
2025年3月15日、ベルサール秋葉原にて開催の「ハピネットゲームフェス! 2025 春の陣」内イベント『戦場のフーガ』スペシャルステージに、逢瀬アキラやアマギセーラと共にゲスト出演。

## メンバー

### 現メンバー
- 羽月こひな
- 河田怜依
- HiNaKo

### 旧メンバー
- 北登あおい
- しゅか

## ディスコグラフィ

### シングル
|     | 発売日         | タイトル                   | 規格 | 収録曲                          | 備考                                                  |
| --- | -------------- | -------------------------- | ---- | ------------------------------- | ----------------------------------------------------- |
| 1st | 2022年6月2日   | Justice                    | CD   | 1. Justice 2. 80's85 3. Goodbye | タワーレコード渋谷店 限定リリース                     |
| 2nd | 2022年10月12日 | Life                       | CD   | 1. Life 2. Close My Eyes        | タワーレコード渋谷店・名古屋近鉄パッセ店 限定リリース |
| 3rd | 2023年4月16日  | Next to Me / Just Like You | CD   | 1. Next to Me 2. Just Like You  | ライブ会場限定発売                                    |
| 4th | 2023年9月10日  | Break A Leg                | CD   | 1. Break A Leg 2. アスタリスク  | ライブ会場限定発売 2023年8月1日、先行配信リリース     |

### ミニアルバム
|     | 発売日        | タイトル         | 規格 | 規格品番 | 収録曲                                                                | 備考         |
| --- | ------------- | ---------------- | ---- | -------- | --------------------------------------------------------------------- | ------------ |
| 1st | 2024年2月14日 | Vivid in my Mind | CD   | BBN-028  | 1. Dance in the Air 2. Next to Me 3. Goodbye 4. Just Like You 5. name | 初全国流通版 |

### DVD
|     | 発売日         | タイトル                                 | 規格 | 収録曲 | 備考                                                       |
| --- | -------------- | ---------------------------------------- | ---- | --- | ---------------------------------------------------------- |
| 1st | 2022年12月11日 | バンドでやっちゃうもん！！               | DVD  | 1. 80's85 2. Next to Me 3. Life 4. Justice 5. Close My Eyes                                                                           | 2022年11月19日、新宿club SCIENCEでのバンドセットライブ収録 |
| 2nd | 2023年3月12日  | SLR ways Village in Maier ワンマンショー | DVD  | 1. 80's85 2. Life 3. Goodbye 4. Justice 5. Next to Me 6. Just Like You 7. アスタリスク 8. Close My Eyes 9. アスタリスク（アンコール） | 2022年12月11日、新宿club SCIENCEでのワンマン公演ライブ収録 |

## タイアップ
| 曲名                               | タイアップ                                                                                  |
| ---------------------------------- | ------------------------------------------------------------------------------------------- |
| Life                               | レインボータウンFM「ミュージックテラス★WANTED」2023年1月度 第一週目エンディングテーマ       |
| Next to Me                         | 市川うららFM「プロジェクト・リーフェリア 虹の架け橋」2023年6月度 第一週目エンディングテーマ |
| Next to Me                         | むさしのFM 2023年7月 第一週目パワープレイ楽曲                                               |
| アスタリスク                       | ラジオドラマ「生徒会vs演劇部」エンディングテーマ                                            |
| Dance in the Air                   | スカパー!プレミアム「マジカル戦隊リターンズ」エンディングテーマ                             |
| Dance in the Air                   | 毎日放送「かまいたちの知らんけど」2024年2月度エンディングテーマ                             |
| Dance in the Air                   | FamilyMart店内プログラム「ミックスファム with Your Voice」オンエア楽曲                      |
| name                               | 市川うららFM「プロジェクト・リーフェリア 虹の架け橋」2024年2月度 第二週目エンディングテーマ |
| 轍に咲く花 -Village in Maier Ver.- | ゲーム「戦場のフーガ」公式アンバサダー楽曲                                                  |

## 出演

### テレビ
- Cheer Up! Indies（2022年11月17日、チバテレビ）[42]
- AIDOL SCRAMBLE（2023年3月4日・5月2日、スカパー!プレミアム）
- マジカル戦隊リターンズ（2023年12月2日 - 2024年5月1日、スカパー!プレミアム）

### ラジオ
- 下北らんど!（2022年4月7日、下北FM）[43]
- PaRet 七海のSevenSEA's Radio（2022年5月3日・2023年5月2日・30日、SKYWAVE FM）[44]
- Talking Loud（2022年9月27日、むさしのFM）[45]
- AIDOL SCRAMBLE（2023年1月14日・2月4日・3月18日 、渋谷クロスFM）
- ウィンディーズマニア！シャバダバ！このみさんに聴いてもらいたいマニアたち（2023年7月25日、市川うららFM）[46]
- むさしのライフ（2023年9月13日、むさしのFM）[47]
- アイドルスクランブル（2023年10月13日・27日・2024年2月2日、FM湘南ナパサ）[48]
- 遠藤Nozomiの「HAPPY HOUR☆WEDNESDAY」（2024年12月25日、渋谷クロスFM）

### WEB番組
- 南波一海のアイドル三十六房（2022年6月2日、タワレコTV）[49]
- ザベスの生でダラダラいかせて!!（2023年8月8日、YouTube）
- THE+BETH & Village in Maier 緊急発表合同会見（2023年11月4日、YouTube）